# Elise Sørensen
Elise Sørensen (født 2. juli 1903 i Kalundborg, død 5. juli 1977 i Ordrup) var en dansk sygeplejerske og opfinder.
Elise Sørensen opfandt i 1953 colostomiposen, en pose, der opsamler afføring fra personer, der har gennemført en operation, der fører patientens tarm (og dermed afføring) ud gennem maveskindet. Med assistance fra bl.a. Dansk Sygeplejeråd opnåede hun patent på opfindelsen og indgik i 1954 en licensaftale med fabrikant Aage Louis-Hansen og Dansk Plastic Emballage. Produktionen af stomiposen blev i 1957 overtaget af det nystiftede firma Coloplast.
Elise Sørensen fik i 2018 en vej opkaldt efter sig i området, hvor Bispebjerg Hospital er beliggende.